# Dmitrj Usjakov
Dmitrj Usjakov (ryska: Дмитрий Аркадьевич Ушаков), född den 15 augusti 1988 i Jejsk, Ryssland, är en rysk gymnast.
Han tog OS-silver i herrarnas trampolin i samband med de olympiska gymnastiktävlingarna 2012 i London. Vid olympiska sommarspelen 2016 slutade Usjakov på en femteplats i trampolintävlingen.